# Quo Vadis Spyridion ?
Pour plus de détails, voir Fiche technique et Distribution.
Quo Vadis Spyridion ? (grec moderne : Κβο βάντις, Σπυριντιών;) est un film grec burlesque réalisé par Filippo Martelli et sorti en 1911.
Premier film de la maison de productions créée par Spyridion Dimitrakopoulos Athina Films et première apparition de son personnage récurrent « Spyridion », inspiré par Roscoe "Fatty" Arbuckle et le Karaghiosis.

## Fiche technique
- Titre : Quo Vadis Spyridion ?
- Titre original : Κβο βάντις, Σπυριντιών;
- Réalisation : Filippo Martelli
- Scénario : Spyros Dimitrakopoulos
- Production : Spyros Dimitrakopoulos
- Société de production : Athina Films
- Pays d'origine : Grèce
- Genre : burlesque
- Format : noir et blanc, muet
- Durée : court-métrage
- Date de sortie : 1911

## Distribution
- Spyros Dimitrakopoulos (el), dit Spyridion